# Centralia, Pennsylvania
Centralia este un orășel din comitatul Columbia, statul Pennsylvania, Statele Unite ale Americii. Populația orășelului s-a micșorat de la peste 1.000 de locuitori în 1981 la 12 în 2005 și 9 în 2007, după 46 de ani de ardere a minei de sub orășel. Centralia este acum municipiul cu cei mai puțini locuitori din Pennsylvania, cu patru locuitori mai puțini decât orășelul S.N.P.J..
Centralia este parte a Spațiului de Statistică Micropolitan Bloomsburg-Berwick.
Se așteaptă ca mulți foști locuitori se vor întoarce în 2016 pentru a deschide o capsulă de timp îngropată în 1966 lângă memorialul veteranilor.

## Poliție
Deși inițial orășelul avea un departament de doi oameni (ofițeri cu timp parțial), în a doua parte a secolului al XX-lea, orășelul Centralia este acum patrulat de poliția din Pennsylvania.

## În media

### Literatură
- Appalachian Trail, A Walk in the Woods de Bill Bryson, descrie o vizită în oraș.
- Acțiunea din nuvela „The Panets” de Jennifer Finney Boylan (scrisă sub numele James Boyland) și continuarea „Constellations” are loc în Centralia.
- Centralia este orașul natal al personajului principal din „Dirty Blonde” de Lisa Scottoline.
- În cartea din 2003, Bubbles Ablaze de Sarah Strohmeyer, Centralia este sursa de inspirație pentru orășelul fictiv Limbo, Pennsylvania.
- În martie 1991, Centralia a fost subiectul unui articol („Don't Go There”) din revista National Lampoon.

### Film
- Orașul și cei câțiva locuitori rămași sunt subiectul unui filmu documentar The Town That Was (2007) de Chris Perkel și Georgie Roland.[4]
- Orașul a servit ca inspirație pentru filmul Nothing But Trouble (1993), scris de Dan Aykroyd.
- În filmul Silent Hill, orașul Silent Hill a fost abandonat din cauza unui incendiu de mină, care, spune directorul Christophe Gand, a fost inspirat de Centralia. Aspecte ale orașului sunt prezentate pe parcursul acestui film, cum ar fi personajele care se plimbă prin Silent Hill purtând echipamentul minier.

### Muzică
- O piesă de pe albumul Little Light al formației britanice Spy Versus Spy este intitulată „Waiting For Centralia To Sink”.

### Comedie
- Orășelul este inclus într-un scurt documentar din DVD-ul Broken Saints.

## Galerie de imagini

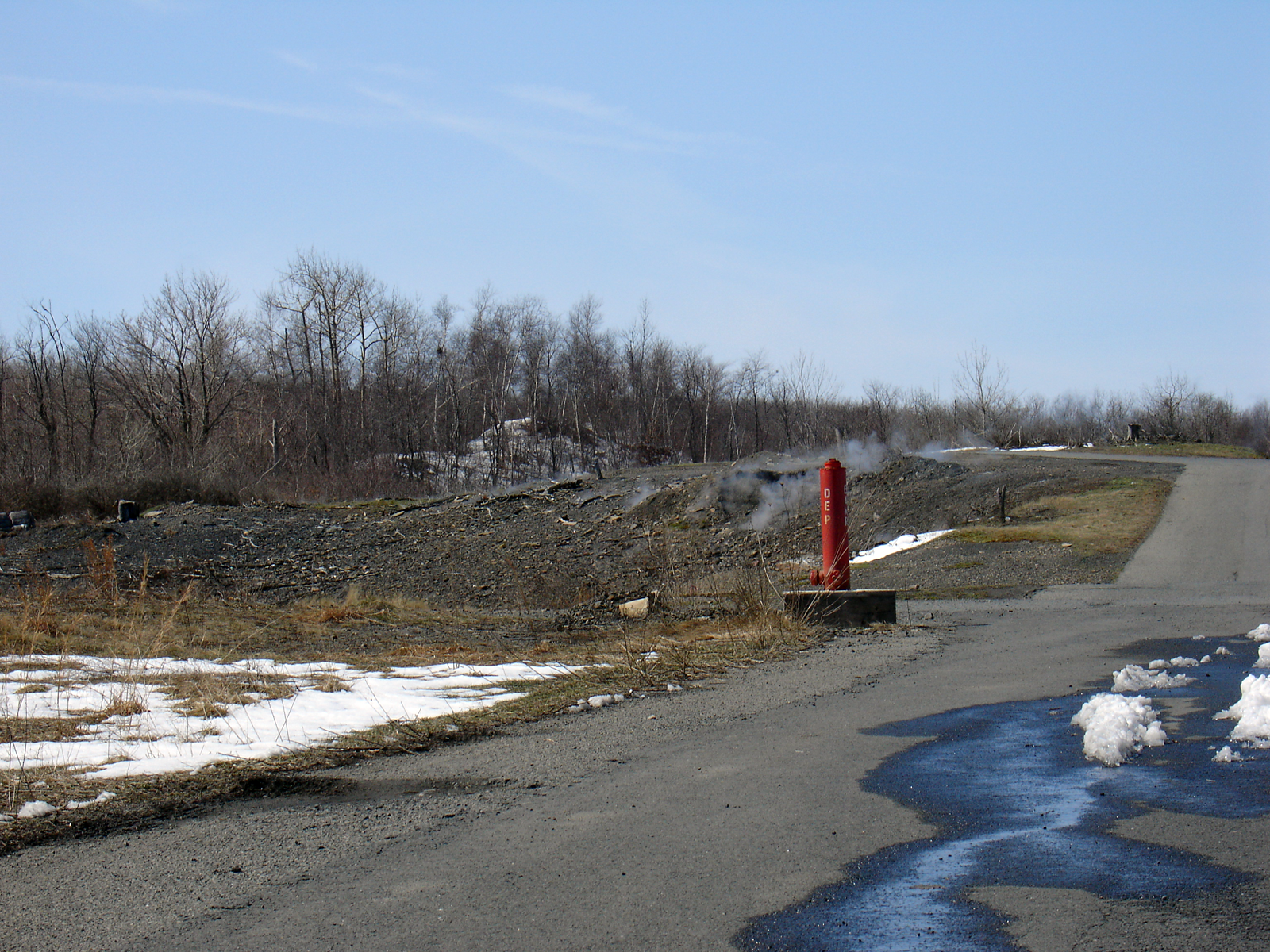
Un depozit municipal vechi
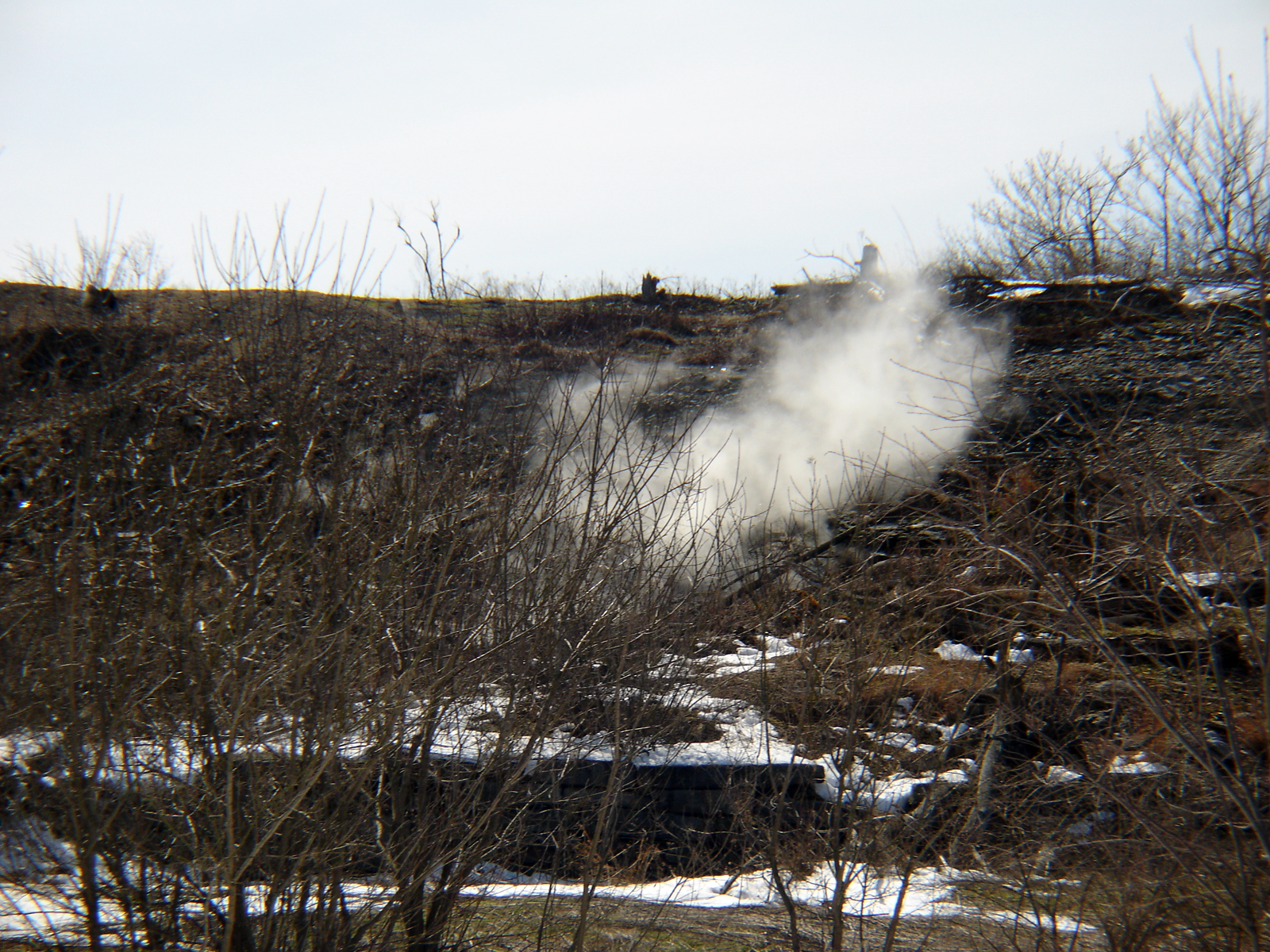
Fumul ridicându-se din sol
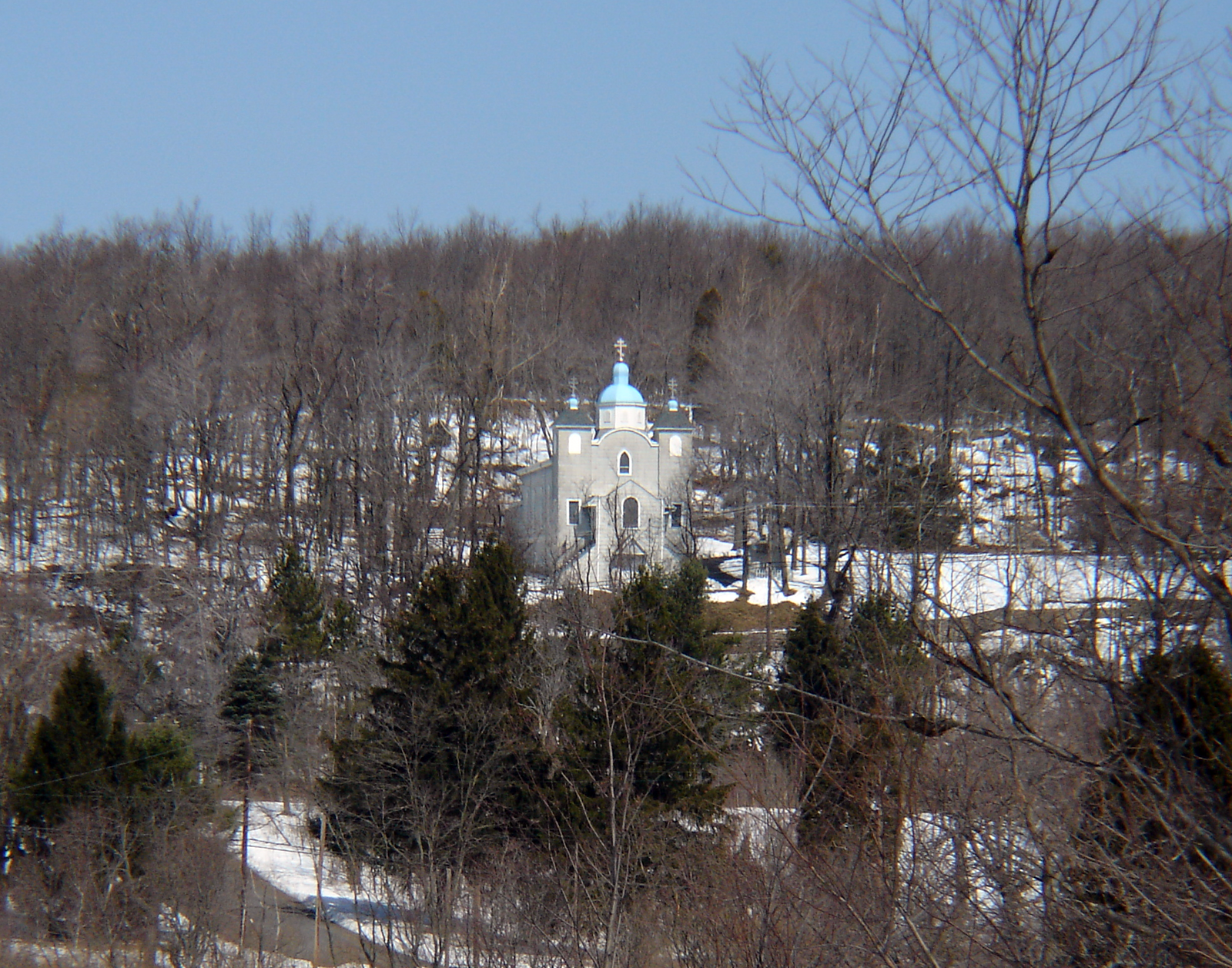
Biserică catolică ucraineană
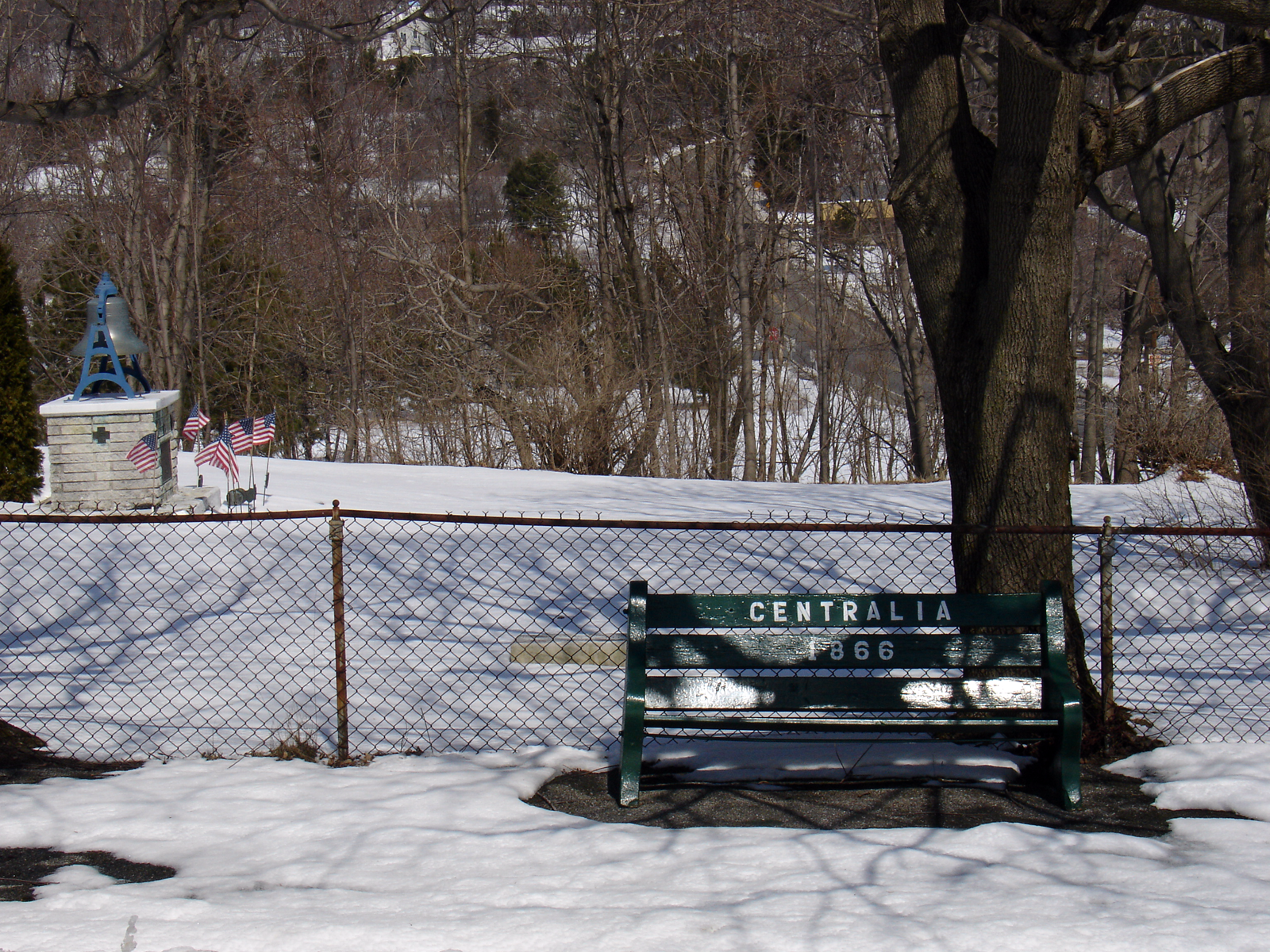
Un parc în apropiere de centrul oraşului
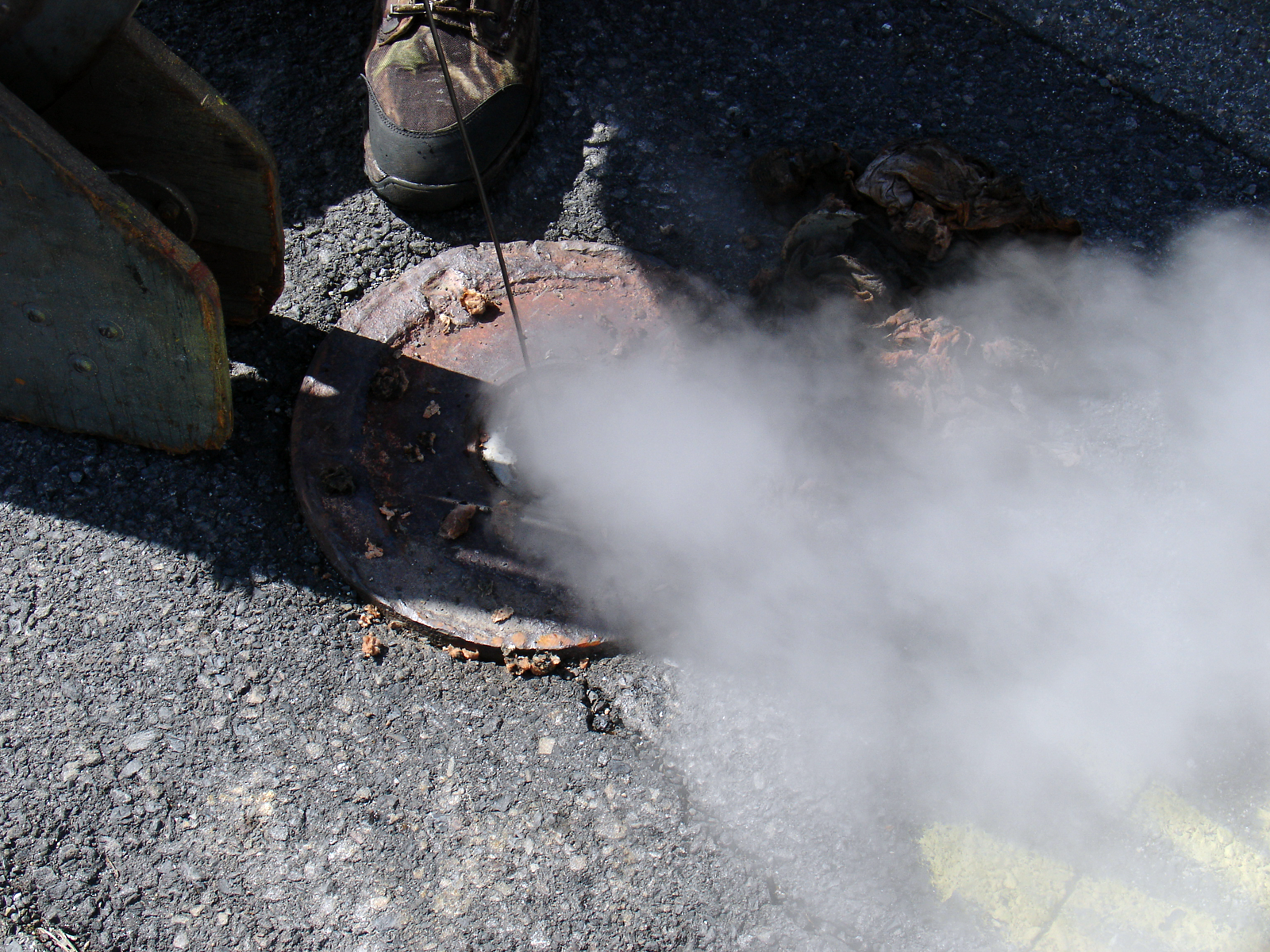
O gaură de monitorizare DP
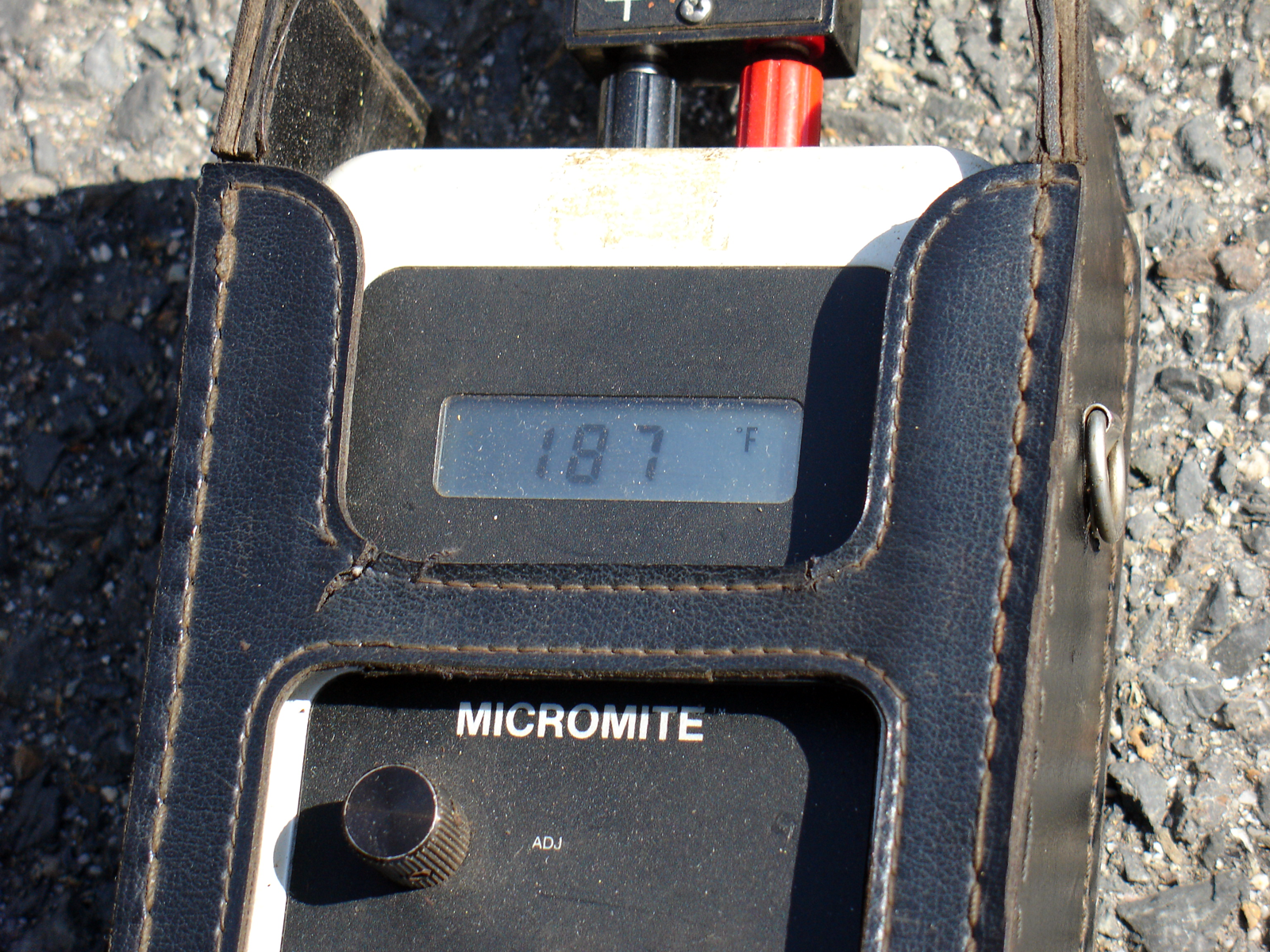
O probă DEP subterană ce indică 86 °C
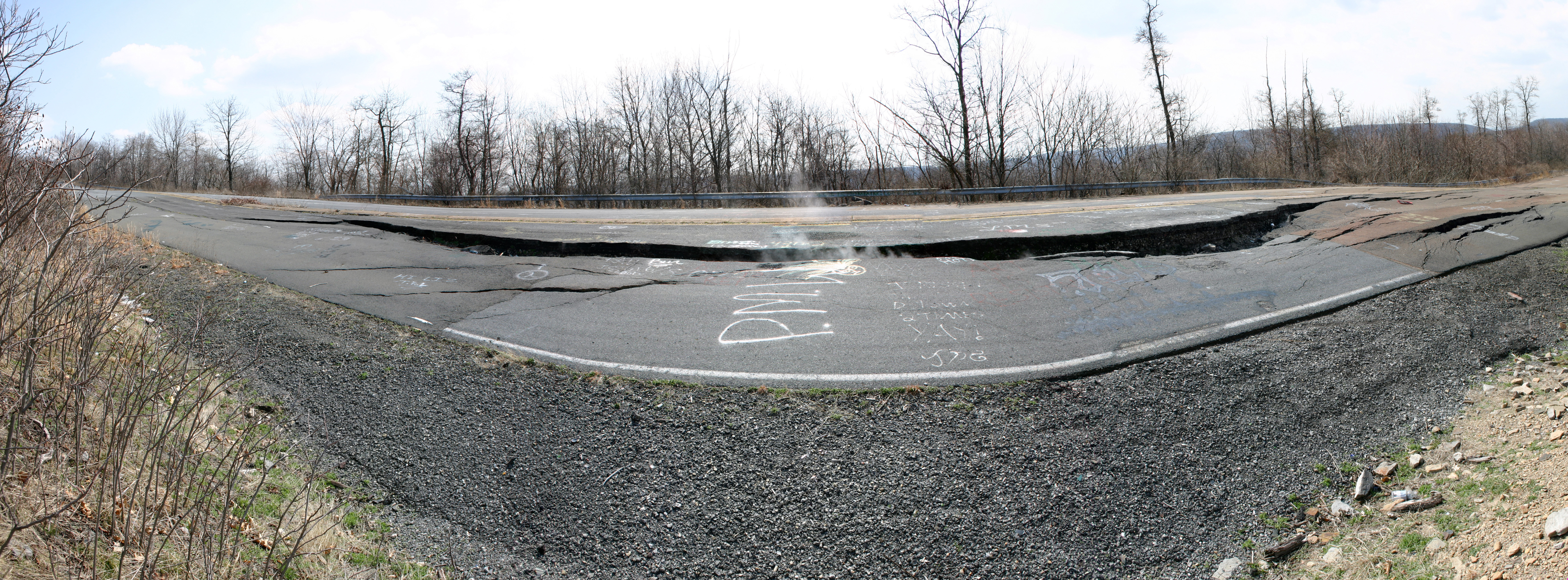
Secţiunea ruinată a kilometrului 61, Centralia